# Brand (tidning)
Brand är en svensk anarkistisk tidning grundad 1898. Sedan 2010 ges tidningen ut kvartalsvis av en redaktion i Stockholm, och beskriver sig som en frihetlig, utomparlamentarisk vänstertidning. År 2024 fick Brand statligt bidrag om 200 000 kr i form av produktionsstöd från kulturrådet.

## Ideologi
Brand har beskrivits som en anarkistisk tidning, men har under årens lopp även gett utrymme åt en rad andra socialistiska perspektiv som syndikalism och marxism. Framför allt har tidningen utgjort ett språkrör för arbetarrörelsens utomparlamentariska del. 
Under 1990-talet debatterades huruvida tidningen enbart skulle tillåta skribenter med teoretiskt ”korrekt” anarkistisk analys att skriva, eller om man skulle fokusera mer på konkret aktivism. Till slut valde man att rikta in tidningen mot konkreta kamper. Även vid nystarten 2010 uppgav redaktionen att Brand står för en ”öppen anarkism”, där radikal systemkritik går före ideologiska etiketter. I samband med detta satte man också ett likhetstecken mellan anarki och kommunism.

## Historia
Ursprungligen var Brand partitidning för Svenska Socialistiska Ungdomsförbundet, och bildade opinion kring frågor som upplösningen av Sveriges union med Norge, den svenska militarismens uppsving, kyrkans makt och sexualupplysningen. Tidningen var även tidigt ute med att ta in annonser om preventivmedel, något som vid tidpunkten var förbjudet och medförde att Brand åtalades flera gånger.
1906 dömdes Brands redaktör Hinke Bergegren till tio månaders fängelse för antimilitaristisk agitation. I samband med detta beslagtogs vissa nummer av Brand, vilket ledde till att redaktionen i stället gav ut tidningen ut under andra namn, exempelvis Svarta faran, Ryska faran och Hungerfaran. Tidningarna fick stor spridning med en genomsnittlig upplaga på 20 000 exemplar, och Ryska faran trycktes i 59 000 exemplar. Under denna tid var det alltid någon i redaktionen som tillfälligt satt fängslad. Ungsocialisterna fortsatte ge ut Brand fram till åtminstone 1960-talet, då under namnet Anarkistiska propagandaförbundet.
1986 startade Brand igen efter ett kortare avbrott, med Eva X Moberg som redaktör. Under denna period utgjorde Brand husorganet för den svenska husockupant-rörelsen, och fungerade som ett forum för anarkistiska grupper att diskutera och kommunicera. Flera redaktionsmedlemmar hade en bakgrund i antirasistiska organisationer och subkulturer kopplade till punken. 1995 togs tidningen över av en ny redaktion, med rötterna i nystartade organisationer som Antifascistisk aktion och Syndikalistiska ungdomsförbundet. Målet var att tidningen framför allt skulle produceras av aktivister i de olika nätverken, och skildra deras arbete. Under denna period började tidningen ge ut temanummer, ofta med koppling till kampanjer och samarbeten som överskred gränserna mellan rörelsens organisationer.
Brands nummer till kvinnodagen år 2000 anmäldes av SÄPO när den släpptes, eftersom den humoristiska kravallguiden i numret kopplats samman med en husockupation som genomförts i Linköping några dagar senare. I artikeln nämndes bland annat att zebrakavajer och högklackat inte är att rekommendera justitiekansler Hans Regner beslöt att väcka åtal mot Brand för uppvigling. Åtalet blev ett tryckfrihetsmål, där bland annat Publicistklubben slöt upp på Brands sida.
2010 startade Brand igen efter ett kortare uppehåll. Målet med nystarten var att förnya tidningen och ge sig in i samhällsdebatten ur ett frihetligt underifrånperspektiv knutet till sociala kamper. Bland skribenter som förekommit i Brand under 2010-talet märks bland andra Henrik Bromander, Kajsa Ekis Ekman och Rasmus Fleischer. 2016 lanserade tidningen podcasten Brandpodden, med syftet att ”analysera det kapitalistiska systemet idag och hur vi kan göra för att göra oss av med det”.

## Redaktörer
- 1898–1899 SSU:s CK
- 1899–1900 Redaktionskommitté
- 1901–1902 Nils Wessel
- 1902–1904 Albert Jensen
- 1904–1911 Hinke Bergegren
- 1911–1912 Albert Jensen
- 1912–1916 Hinke Bergegren
- 1916–1918 Ivan Oljelund
- 1919–1947 Carl Johan Björklund
- 1947 D.V. Andersson
- 1948– Redaktionskommitté

## Skribenter i Brand (urval)
I Brand har flera kända författare och skribenter börjat sin bana. Många av dessa skrev under pseudonymer då artiklarnas innehåll på den tiden kunde leda till rättsliga följder. Många skrev även parallellt i den syndikalistiska tidningen Arbetaren. Dessa är några av de som skrivit i Brand:
- Erik Asklund
- Hinke Bergegren
- C. J. Björklund
- Karin Boye
- Kajsa Ekis Ekman
- Carl Emil Englund
- Nils Ferlin
- Rasmus Fleischer
- Albert Jensen
- Eyvind Johnson
- Jan Fridegård
- Helmer Grundström
- Gustav Hedenvind-Eriksson
- Klas Hellborg
- Ivar Lo-Johansson
- Artur Lundkvist
- Nisse Lätt
- Harry Martinson
- Moa Martinson
- Eva X Moberg
- Vilhelm Moberg
- Ivan Oljelund
- Elise Ottesen-Jensen "Ottar"